# Yttre komposition
En yttre komposition kopplar för varje två element ur olika mängder samman dem med ett tredje element i en av mängderna. Ett exempel är multiplikation av en vektor med en skalär.